# In iure
En el Derecho romano, se entiende por In iure a la etapa procesal en que el magistrado organiza el juicio. Tiene como fin, fijar el planteamiento de la cuestión litigiosa en términos jurídicos, sin considerar la veracidad o falsedad de los hechos invocados por las partes; y decidir si debe haber juicio (iudicium).

## Procedimiento
Presentes ambas partes ante el pretor, el actor expone su reclamación. 
A continuación se analizan cuestiones previas:
- Competencia del Tribunal; para determinar si tiene jurisdicción suficiente.
- Capacidad procesal de las partes; si pueden o no comparecer en juicio.
- Legitimación de las partes; si el reo es legítimo contradictor; si el juicio se ha planteado entre quienes corresponde.

Como resultado de este análisis, el pretor da o niega acción; es decir, permite o niega el planteamiento del juicio (si lo demandado merece o no protección jurisdiccional).

### Incomparecencia del demandado
- Si la acción es personal, se declara al demandado indefensus, luego la missio in bona, es decir, la ejecución.
- Si la acción es real, se declara missio in possessionem, es decir, el demandante se considera poseedor de la cosa litigosa, con las ventajas de éste.

### Demandado comparece
- Se allana a la demanda (In iure cessio, addictio).
- Si la acción es real, da por reconocido el derecho del demandante.
- Si la acción es personal, por ejemplo, da por confesada la deuda, ya sea:

#### Cantidad determinada de dinero
Reconocimiento, sentencia y ejecución.

#### Crédito incierto
Reconocimiento, estimación para avaluar la deuda, se discuten las alegaciones del actor (demandante) y el reo puede oponer excepciones.
En definitiva, existían tres opciones en el procedimiento in iure. La primera era que el demandado no compareciera, la segunda que aceptara la demanda y la tercera que se defendiera. En este último caso, se redactaba la fórmula.